# Health & Nutrition
«Health & Nutrition» (сокращённо — «H&N», до сентября 2023 года — «Danone Россия») — российская продовольственная компания, бывшее российское подразделение французской корпорации Danone, управляющее группой молочных предприятий на территории России, Украины и Белоруссии. Образовано в 2010 году в результате слияния молочных бизнесов российской компании «Юнимилк» и Danone. Штаб-квартира — в Красногорском районе Московской области.
Входит в перечень системообразующих организаций России (2015).

Эмблема «Юнимилк» в 2007—2013 годах

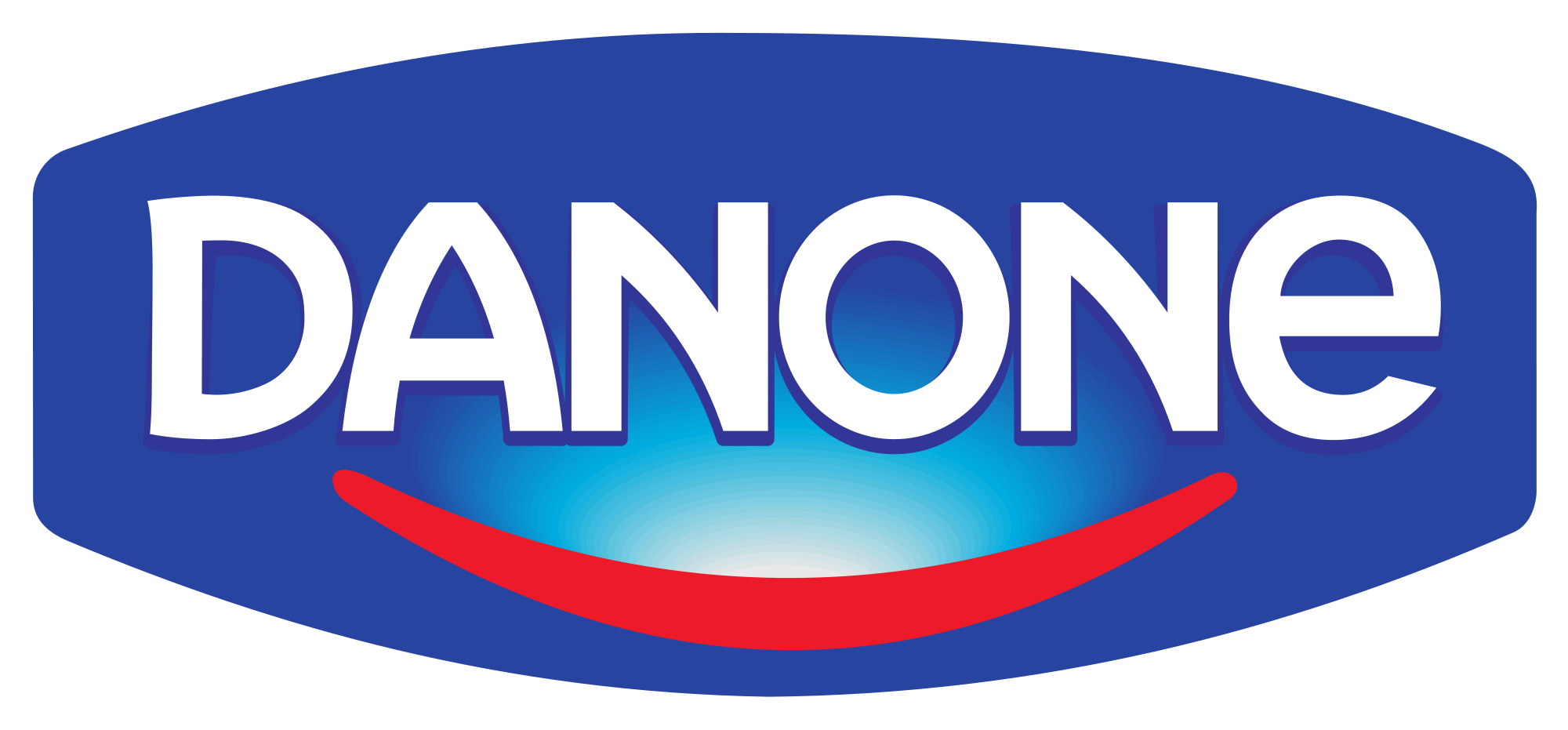
Эмблема «Danone Россия» в 2005—2016 годах

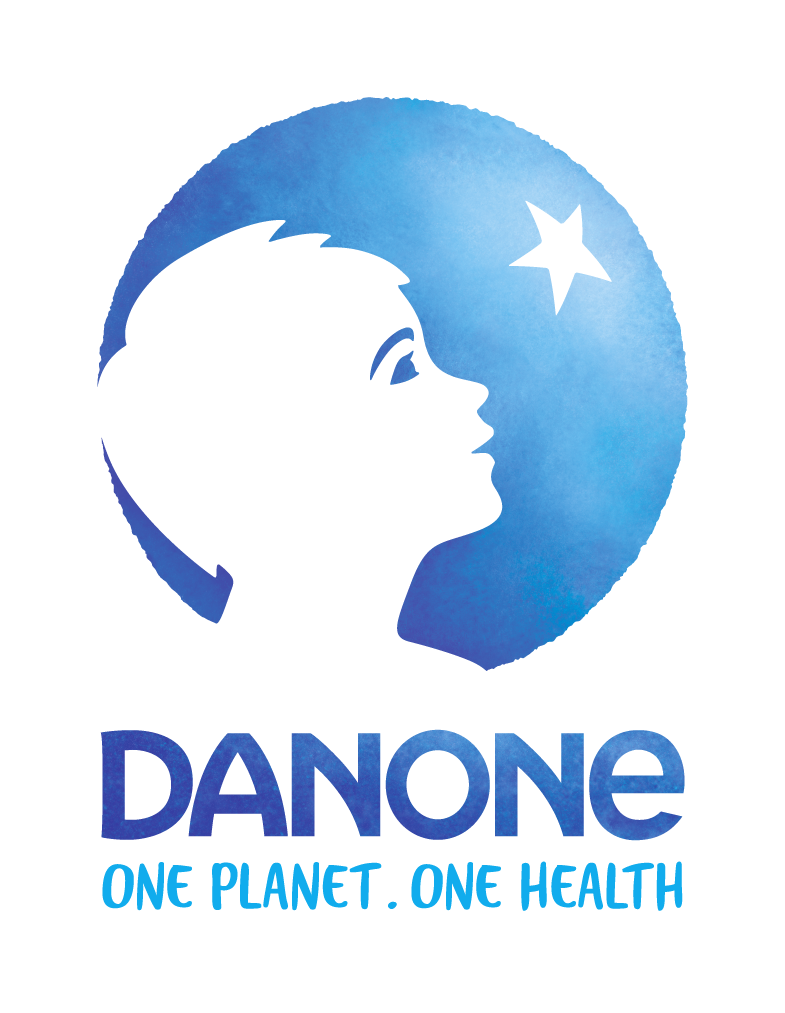
Эмблема «Danone Россия» до 2023 года

## История

### Предыстория

#### Danone Россия
14 августа 1992 года был открыт фирменный магазин Danone на Тверской улице в Москве, быстро ставший популярным. Магазин был закрыт в 2009 году из-за низкой рентабельности.
Промышленная площадка ЗАО «Данон Волга» в Тольятти совместно с АО «Тольяттимолоко» была введена в эксплуатацию в 1994 году и являлась первым заводом, построенным в России этой корпорацией.

#### Юнимилк
Компания «Юнимилк» была основана в 2002 году. Основным акционером «Юнимилка» на май 2010 года (92,64 %) являлась кипрская компания Unimilk Holding Cyprus Ltd (UHC), которая, в свою очередь, на 44,26 % принадлежала Corkbridge Ltd BVI и на 42,52 % — Forplus Man Ltd. Реальные владельцы не раскрывались (считалось, что это — менеджеры компании, в том числе Андрей Бесхмельницкий и Андрей Блох).

### Объединение двух компаний
18 июня 2010 года было объявлено о слиянии молочного бизнеса Danone в России и «Юнимилка». В результате должна была быть создана объединённая компания, 57,5 % акций которой будет контролировать Danone, 42,5 % — акционеры «Юнимилка» с возможностью увеличения в 2022 году доли французской компании до 100 %. В ходе подготовки сделки «Юнимилк» был оценён более, чем в 49 млрд руб. 26 октября 2010 года ФАС одобрила слияние «Данон» и «Юнимилк». Объединённая компания получила название «Danone-Юнимилк». 
В ноябре 2010 года слияние молочных бизнесов «Юнимилк» и Danone в России, на Украине, в Казахстане и Белоруссии было завершено.
В 2014 году подразделение закрыло три завода в России: в Смоленске, Тольятти и Новосибирске. В начале 2016 года закрыты заводы в Томске и Чебоксарах. Весной 2017 года производство было остановлено в Орле. По словам компании, их закрытие связано с высоким уровнем износа производственных мощностей и низкой рентабельностью.

## Собственники и руководство
Danone владеет контрольным пакетом (58 %) компании, бывшим акционерам «Юнимилка» принадлежит 42 % акций.
Генеральный директор — Ив Легро до 2014 года, с 2014 по 2017 год группу компаний Данон в России возглавлял Бернар Дюкро. С 1 апреля 2017 по июль 2023 года компанию в России возглавил Чарли Капетти.
В октябре 2022 года компания передала свой российский бизнес в управление местным топ-менеджерам с опционом обратного выкупа на пять-десять лет, а также сохранение блокпакета акций.
В июле 2023 года по указу Президента РФ акции АО «Данон Россия», находящиеся в собственности Produits Laitiers Frais Est Europe и фирмы «Данон трейд», были переданы во временное управление Росимуществу, после чего генеральным директором АО «Данон Россия» был назначен Якуб Закриев — глава Министерства сельского хозяйства Чеченской республики и племянник Рамзана Кадырова.
13 марта 2024 года Владимир Путин отменил передачу долей Danone во временное управление Росимущества. Юристы связывают отмену с согласованием сделки по продаже компании подходящему покупателю, а также со стремлением избежать иска от компании в международный инвестиционный арбитраж. В феврале 2024 года Financial Times сообщал, что Danone планирует продать свой бизнес в России компании «Вамин Татарстан».

## Структура
Предприятия в России:
- «Молочный комбинат „Владимирский“»,
- «Молочный комбинат „Волгоградский“»,
- «Молочный комбинат „Кемеровский“»,
- «Молочный комбинат „Лабинский“»,
- «Молочный комбинат „Липецкий“»,
- «Молочный комбинат „Милко“»,
- «Молочный комбинат „Пермский“»,
- «Молочный комбинат „Петмол“»,
- «Молочный комбинат „Самаралакто“»,
- «Молочный комбинат „Саранский“»,
- «Молочный комбинат „Шадринский“»,
- «Молочный комбинат „Ялуторовский“»,
- «Тверьмолоко»,
- «Старицкий сыр»,
- «Вербилевское»
- Завод детских мясных консервов «Тихорецкий»
- «Масленица»
- Комбинат молочных продуктов «Эдельвейс-М»
- «Надежда»
- «Первая молочная компания»
- «Мир молока»
- ЗАО «ПМК-ЮМ»
- «Кемеровский молочный комбинат»
- Маслодельный комбинат «Чановский»
- ООО «Ставровский молочный завод»

## Деятельность
Основные торговые марки компании: «Простоквашино», «Био Баланс», «Тёма», «Актуаль», «Даниссимо», «АктиБио», «Растишка», «Петмол», «Planto», «Actimuno», «Для всей семьи».
Численность персонала — 14 тыс. человек. В 2009 году объём продаж составил 1,27 млн т (в 2008 году — 1,286 млн т).
Выручка компании в 2009 году по МСФО составила 42,99 миллиардов рублей, EBITDA — 4,695 миллиардов рублей, рентабельность по EBITDA — 10,9 % (в 2008 году — 5,2 %).

### Финансовые показатели
Финансовые показатели АО «Данон Россия»:
| Год             | 2014            | 2013            | 2012            | 2011            | 2010            |
| --------------- | --------------- | --------------- | --------------- | --------------- | --------------- |
| Выручка         | 40,905 млрд руб | 40,128 млрд руб | 33,593 млрд руб | 34,008 млрд руб | 34,103 млрд руб |
| Валовая прибыль | 6,463 млрд руб  | 5,188 млрд руб  | 5,463 млрд руб  | 5,365 млрд руб  | 7,885 млрд руб  |
| Чистая прибыль  | 2,247 млрд руб  | −0,186 млрд руб | −1,129 млрд руб | 497,8 млн руб   | 621,7 млн руб   |

По итогам 2021 года чистая прибыль «Данон Россия» и «Данон Трейд» составила 8,85 млрд и 1,43 млрд руб. соответственно . В 2022 г. выручка российской «дочки» Danone увеличилась на 9,14% до 93 млрд руб., чистая прибыль компании по итогам года составила 5,5 млрд руб. 